# 石橋一弥
石橋 一弥（石橋 一彌、いしばし かずや、1922年〈大正11年〉3月19日 - 1999年〈平成11年〉3月5日）は、日本の政治家（自由民主党衆議院議員）。位階は従三位、勲等は勲一等。第1次海部内閣で文部大臣を務めた。東金市名誉市民。

## 経歴
千葉県山武郡公平村（現･東金市）出身。石橋家は代々名主・村長を務めてきた旧家の豪農で、父・弥は竹尾弌とともに農民運動にも関わり公平村長や県議会議員を務めた。日本農士学校（埼玉県農業大学校の前身のひとつ）に学び、昭和16年に同校を卒業、陸軍に入隊。
1952年に公平村長、1968年に東金市長に就任。1976年、千葉三郎の後継者として旧千葉3区から衆議院議員に初当選。連続当選8回。自民党内では福田→安倍→三塚→森派（清和研）に所属。文部政務次官、党文教部会長を務めるなど党内でも有数の文教族議員として知られ、1989年、第1次海部内閣で第113代文部大臣に就任。
1996年の第41回衆議院議員総選挙では、森英介との選挙区調整からコスタリカ方式により比例南関東ブロック単独候補となり、名簿登載順位1位で8選（後述の死去により1回のみでコスタリカは解消）。
1998年11月の秋の叙勲で勲一等に叙され、瑞宝章を受章する。
しかし同年12月より病気療養のため入院し、議員在職中の1999年3月5日、東京都新宿区の東京女子医科大学病院で死去した。76歳没。同月16日、特旨を以て位記を追賜され、死没日付をもって従三位に叙された。
追悼演説は同年5月11日の衆議院本会議で、臼井日出男により行われた。
なお、石橋の死去による比例南関東ブロック欠員補充として、自由民主党比例名簿から水野賢一が繰上当選となった。